# جیمی لانگنبرنر
جیمی لانگنبرنر (انگلیسی: Jamie Langenbrunner؛ زادهٔ ۲۴ ژوئیهٔ ۱۹۷۵) بازیکن هاکی روی یخ اهل ایالات متحده آمریکا است.
وی همچنین برندهٔ جوایزی همچون جام استنلی شده‌است.